# Rafael Llimona i Benet
Rafael Llimona i Benet (Barcelona, 1896-1957) fou un pintor català. Va ser fill i deixeble de l'escultor Josep Llimona i Bruguera, germà de la també escultora Maria Llimona i Benet, cosí de les pintores i il·lustradores Mercè Llimona i Raymat i Núria Llimona i Raymat, i nebot del pintor Joan Llimona i Bruguera.
Va estudiar als grans mestres estrangers a Itàlia, Bèlgica i França. En la seva obra es distingeixen dues etapes: la primera denota la influència de les obres del Greco; en la segona, en la qual arriba a la seva plena maduresa, adapta un estil i una tècnica impressionistes, prenent com a model a Renoir.
L'any 1940 va participar en l'exposició col·lectiva de pintors catalans que va organitzar l'Acadèmia de Belles Arts de Sabadell en aquesta ciutat.
L'any 1942 va obtenir el premi extraordinari de Gustau Gili i Roig per a pintura de l'Exposición Nacional de Bellas Artes de Barcelona, amb l'obra Retrato.
Hi ha obra seva a diversos museus catalans, com el MNAC, el Museu Comarcal de la Garrotxa (Olot), el Museu de l'Empordà (Figueres), o el Museu de Montserrat.